# زاکانی‌سک
زاکانی‌سک (به مجاری:  Zákányszék) منطقه‌ای مسکونی در مجارستان است که در ناحیه موراهالوم واقع شده‌است. زاکانی‌سک ۶۶٫۰۶ کیلومتر مربع مساحت و ۲٬۸۰۰ نفر جمعیت دارد.

## خواهرخوانده
شهر بورسه (رومانی) خواهرخواندهٔ زاکانیسک هست.